# Ellen Weski
Ellen Weski (* 8. Juni 1946 in Hannover; † 27. April 1986) war eine deutsche Klassische Archäologin.

## Leben
Nach dem Abitur in Hannover 1965 studierte Ellen Weski von 1966 bis 1973 Klassische Archäologie, Kunstgeschichte und Alte Geschichte an den Universitäten Mainz, Freiburg, Wien und München. Am 20. Dezember 1973 wurde sie in München bei Ernst Homann-Wedeking mit der Dissertation Die römischen Porträts im Antiquarium der Münchner Residenz promoviert. Von 1974 bis 1976 war sie Museumsassistentin in Fortbildung am Antikenmuseum Berlin. Während dieser Zeit verfasste sie unter anderem den Katalogteil des Buches Antike Münzen aus der Sammlung Amersdorffer. Von 1977 bis 1981 arbeitete sie mit der Kunsthistorikerin Heike Frosien-Leinz im Auftrag des Deutschen Archäologischen Instituts und mit Mitteln der Volkswagenstiftung am Gesamtkatalog der Skulpturen des Antiquariums der Münchner Residenz, der einzigen erhaltenen Antikensammlung der Renaissance in Deutschland. Sie lieferte das Manuskript ihres Kataloges der antiken Skulpturen 1981 ab. Von 1981 bis 1984 war sie Referentin des Generaldirektors der Staatlichen Museen Preußischer Kulturbesitz in Berlin. Seit 1984 war sie wissenschaftliche Leiterin der Berliner Gipsformerei. Das Erscheinen ihres Buches erlebte sie nicht mehr.

## Schriften
- Eine römische Porträtbüste in Berlin, in: Archäologischer Anzeiger 1975, S. 276–280
- mit Heinrich Amersdorffer: Antike Münzen aus der Sammlung Amersdorffer (= Bilderhefte der Staatlichen Museen Preußischer Kulturbesitz Berlin, Heft 28/29). Gebr. Mann, Berlin 1976, ISBN 3-7861-4111-8
- Die römischen Porträts im Antiquarium der Münchner Residenz. Berlin 1985 (= Pflichtdruck der Dissertation, mit Lebenslauf)
- mit Heike Frosien-Leinz: Das Antiquarium der Münchner Residenz. Katalog der Skulpturen, Text- und Tafelband, Hirmer, München 1987, ISBN 3-7774-3490-6 (darin S. 127–321).[1]